# Onohazumba
Onohazumba is een bestuurslaag in het regentschap Nias Selatan van de provincie Noord-Sumatra, Indonesië. Onohazumba telt 482 inwoners (volkstelling 2010).